# Горнолыжный спорт на зимней Универсиаде 2019
Горнолыжный спорт на зимней Универсиаде 2019 — соревнования по горнолыжному спорту в рамках зимней Универсиады 2019 года прошли с 3 марта по 11 марта в российском городе Красноярск, на территории фанпарка «Бобровый лог». Были разыграны 9 комплектов наград.

## История
Соревнования по горнолыжному спорту на Универсиадах является неотъемлемой частью этого спортивного праздника для студентов, так как ещё на самой первой Универсиаде в Шамони в 1960 году этот вид спорта был представлен. Это вид программы является обязательным для зимних Универсиад.
На прошлой Универсиаде в Казахстане спортсмены студентки из России сумели завоевать 2 золотых медали. В мужской части программы две медали высшего достоинства завоевали итальянские горнолыжники. Спортсмены Австрии, Латвии, Японии, Белоруссии и Чехии смогли добыть по одной золотой медали.
Программа настоящих игр по сравнению с предыдущими не изменилась, были также разыграны девять комплектов наград. Все дисциплины повторяют программу прошлой Универсиады (супергигант, гигантский слалом, слалом, комбинация и командный параллельный слалом).

## Правила участия
В соответствии с Положением FISU, лыжники должны соответствовать следующим требованиям для участия во Всемирной универсиаде (статья 5.2.1):
- До соревнований допускаются студенты обучающиеся в настоящее время в высших учебных заведениях, либо окончившие ВУЗ не более года назад.
- Все спортсмены должны быть гражданами страны, которую они представляют.
- Участники должны быть старше 17-ти лет, но младше 28-ми лет на 1 января 2019 года (то есть допускаются только спортсмены родившиеся между 1 января 1991 года и 31 декабря 2001 года).

Все виды программы проводятся и судятся по международным правилам проведения соревнований по горнолыжному спорту.

## Календарь
| ЦО | Церемония открытия | ● | Квалификации | 2 | Финалы соревнований | ЦЗ | Церемония закрытия |

| Март              | 01 Пт | 02 Сб | 03 Вс | 04 Пн | 05 Вт | 06 Ср | 07 Чт | 08 Пт | 09 Сб | 10 Вс | 11 Пн | 12 Вт | Соревнования |
| ----------------- | ----- | ----- | ----- | ----- | ----- | ----- | ----- | ----- | ----- | ----- | ----- | ----- | ------------ |
| Горнолыжный спорт | ЦО    |       | 2     | 1     | 1     |       | 1     | 1     | 1     | 1     | 1     | ЦЗ    | 9            |

## Результаты

### Мужчины
| Дисциплина                 | Золото        | Золото  | Серебро           | Серебро         | Бронза        | Бронза          |
| -------------------------- | ------------- | ------- | ----------------- | --------------- | ------------- | --------------- |
| Супергигант Протокол       | Лукас Ципперт | 57.04   | Томаш Клинский    | 57.24 (+0.20)   | Янник Шабло   | 57.33 (+0.29)   |
| Комбинация Протокол        | Янник Шабло   | 1:35.59 | Антон Енджиевский | 1:35.73 (+0.14) | Никита Алёхин | 1:35.75 (+0.16) |
| Гигантский слалом Протокол | Иван Кузнецов | 1:55.51 | Альберто Бленгини | 1:56.03 (+0.52) | Ливио Симонет | 1:56.21 (+0.70) |
| Слалом Протокол            | Семён Ефимов  | 1:27.14 | Рихард Лейтгеб    | 1:28.08 (+0.94) | Пако Расса    | 1:28.36 (+1.22) |

### Женщины
| Дисциплина                 | Золото             | Золото  | Серебро          | Серебро         | Бронза                | Бронза          |
| -------------------------- | ------------------ | ------- | ---------------- | --------------- | --------------------- | --------------- |
| Супергигант Протокол       | Джессика Гфререр   | 58.44   | Амели Дюпаскье   | 59.53 (+0.09)   | Фанни Аксельссон      | 59.70 (+0.26)   |
| Комбинация Протокол        | Джессика Гфререр   | 1:31.38 | Амели Дюпаскье   | 1:31.93 (+0.55) | Кармен Аро            | 1:32.12 (+0.74) |
| Гигантский слалом Протокол | Екатерина Ткаченко | 1:58.52 | Дениз Дингследер | 1:59.39 (+0.87) | Юлия Плешкова         | 1:59.46 (+0.94) |
| Слалом Протокол            | Екатерина Ткаченко | 1:32.45 | Дениз Дингследер | 1:32.91 (+0.46) | Анастасия Горностаева | 1:33.25 (+0.80) |

### Командные соревнования
| Дисциплина                   | Золото                                                                         | Серебро                                                                      | Бронза                                                              |
| ---------------------------- | ------------------------------------------------------------------------------ | ---------------------------------------------------------------------------- | ------------------------------------------------------------------- |
| Параллельный слалом Протокол | Австрия · Джессика Гфререр · Рихард Ляйтгеб · Дениз Дингследер · Юлиан Кинрайх | Россия · Софья Крохина · Денис Воробьёв · Екатерина Ткаченко · Никита Алёхин | Швеция · Агнес Далин · Филип Стейнваль · Луиз Янссон · Якоб Перссон |

## Медальный зачёт в горнолыжном спорте
| Место | Страна    | Золото | Серебро | Бронза | Всего |
| ----- | --------- | ------ | ------- | ------ | ----- |
| 1     | Россия    | 4      | 2       | 3      | 9     |
| 2     | Австрия   | 3      | 3       | 0      | 6     |
| 3     | Швейцария | 2      | 2       | 2      | 6     |
| 4-5   | Чехия     | 0      | 1       | 0      | 1     |
| 4-5   | Италия    | 0      | 1       | 0      | 1     |
| 6-7   | Швеция    | 0      | 0       | 2      | 2     |
| 6-7   | Франция   | 0      | 0       | 2      | 2     |
| Всего | Всего     | 9      | 9       | 9      | 27    |